# Сакун Денис Валерійович
Дени́с Вале́рійович Саку́н (1983—2024) — український військовослужбовець, учасник російсько-української війни, що загинув у ході російського вторгнення в Україну.

## Життєпис
Народився у Луганській області в 1984. Служив у Збройних силах України за контрактом, був демобілізований. З 2018 мешкав у м. Ірпінь Київської області, працював у сфері IT. Захоплювався їздовими собаками, мав звання чемпіона України з їздового спорту північних порід собак.
З початком російського вторгнення в Україну добровільно став до лав Збройних силах України. Служив інженером Повітряних Сил ЗСУ.
Загинув 20 грудня 2024 року під час виконання бойового завдання.  
Похований 24 грудня 2024 року в м. Ірпінь.

## Нагороди
- Орден «За мужність» III ступеня;
- нагрудний знак Головнокомандувача ЗСУ «Срібний хрест»;
- нагрудний знак «За зразкову службу».[1]